# 카메론 게일
카메론 고든 게일(Cameron Gordon Gayle, 1992년 11월 22일, 잉글랜드 버밍엄 ~ )은 잉글랜드 출신 프로 축구 선수이다. 현재 소속팀은 서턴콜드필드 타운 FC이며 포지션은 수비수이다.